# San Girolamo Contini Bonacossi
San Girolamo Contini Bonacossi (San Girolamo leggente nel deserto) è un dipinto olio su tavola (145x114 cm) di Giovanni Bellini, databile al 1480 circa e conservato nella Collezione Contini Bonacossi presso la Galleria degli Uffizi di Firenze.

## Storia
Non si conosce la collocazione originaria dell'opera, che Gamba ipotizzò essere un altare della chiesa dei Miracoli a Venezia, dove Jacopo Sansovino e Boschini menzionavano un San Girolamo di Bellini terminato nel 1489. L'opera fa parte della Collezione Contini Bonacossi, da cui il nome.

## Descrizione e stile
L'opera riprende una composizione pressoché analoga datata controversamente al 1505 circa del San Girolamo leggente nel deserto oggi alla National Gallery di Washington. Il santo è raffigurato nel deserto, vestito dei poveri stracci da eremita, mentre è dedito alla lettura, un richiamo al suo lavoro di studio per la traduzione della Vulgata. Davanti a lui, su un lungo bastone, si trova il tipico crocifisso su cui era solito pregare.

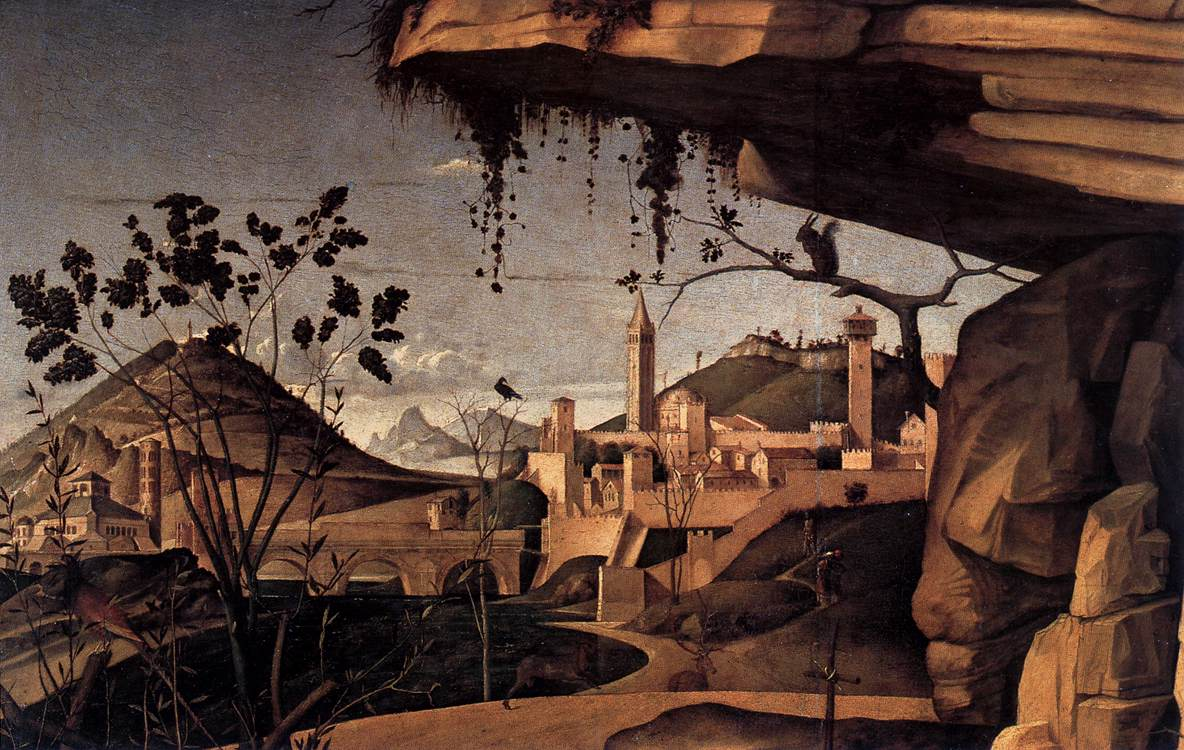
Il paesaggio

Tra rocce spigolose, piante ed animali descritti con amorevole cura e probabilmente alludenti a complessi significati simbolici (il tipico leone, alcuni uccelli, una lucertola, uno scoiattolo su un ramo, due cervi che si rincorrono), si intravede in alto un lontano paesaggio, che sfuma in lontananza, punteggiato da segni della presenza umana. Si tratta di un pastiche di celebri edifici veneto-romagnoli, echi del viaggio in Romagna e nelle Marche del pittore: un edificio a pianta centrale con campanile circolare che assomiglia alla basilica di San Vitale a Ravenna, il ponte di Augusto a Rimini, il Mausoleo di Teodorico ancora a Ravenna, una città murata ricca di torri e campanili, una rocca.
L'opera segnò l'avvio di un nuovo concetto del paesaggio, collegabile alla predella della Pala di Pesaro o il San Francesco nel deserto di New York, dove figure e ambiente sono più legate e l'atmosfera sembra circolare liberamente.